# Остини, Пьетро
Пьетро Остини (итал. Pietro Ostini; 27 апреля 1775, Рим, Папская область — 4 марта 1849, Неаполь, королевство Обеих Сицилий) — итальянский куриальный кардинал и папский дипломат. Апостольский интернунций в Австрии с 4 февраля 1824 по ноябрь 1826. Апостольский нунций в Швейцарии с 30 января 1827 по 17 июля 1829. Титулярный архиепископ Тарсо с 9 апреля 1827 по 30 сентября 1831. Апостольский нунций в Бразилии с 17 июля 1829 по 2 сентября 1832. Апостольский нунций в Австрии с 2 сентября 1832 по 11 июля 1836. Епископ Йези, с персональным титулом архиепископа, с 11 июля 1836 по 19 декабря 1841. Префект Священной Конгрегации по делам епископов и монашествующих с 25 января 1842 по 2 мая 1847. Камерленго Священной Коллегии Кардиналов с 20 января 1845 по 19 января 1846. Префект Священной Конгрегации Тридентского Собора со 2 мая 1847 по 4 марта 1849. Кардинал in pectore с 30 сентября 1831 по 11 июля 1836. Кардинал-священник с 11 июля 1836, с титулом церкви Сан-Клементе с 21 ноября 1836 по 3 апреля 1843. Кардинал-епископ Альбано с 3 апреля 1843 